# Герб Николаевска-на-Амуре
Герб Николаевска-на-Амуре Хабаровского края Российской Федерации.
Герб муниципального образования «Город Николаевск-на-Амуре и Николаевский район» утверждён Решением № 63 Николаевского-на-Амуре городского Собрания депутатов 4 декабря 2001 года.
Герб внесён в Государственный геральдический регистр Российской Федерации с присвоением регистрационного номера 952.

## Описание герба
«В лазоревом (синем, голубом) поле над серебряной волнистой оконечностью — два расходящихся зелёных горных склона, тонко окаймлённые серебром и между ними летящий вправо чёрный орёл с воздетыми крыльями, имеющий червлёные (красные) глаза, золотой клюв и поджатые лапы, серебряные плечи и хвост; в пониженном сердцевом щите в лазоревом поле на волнистой серебряной оконечности, обременённой лазоревой рыбой, золотая стена с двумя круглыми башнями и открытыми воротами, сопровождаемая вверху двумя золотыми кирками, заострёнными с двух концов накрест рукоятями вверх; поверх кирок — лопата рукоятью вниз того же металла».

## Описание символики
Главной фигурой герба является геральдический орел — символ высоты духа, аллегорически показывает редчайшую птицу орлан, местом обитания которого является устье Амура и Охотского побережья. Одновременно орел символизирует храбрость, веру, победу, величие и власть, а его направление полета и распростертые крылья — стремление вперед, в будущее, способность человека преодолевать трудности. Его червлёные глаза обозначают мужество и храбрость, а золотой клюв означает силу, здоровье, верховенство и величие.
Чёрный цвет в геральдике имеет глубокий смысл, это символ благоразумия, мудрости, вечности. Горные склоны отражают природно-климатические особенности района и аллегорически показывают мыс Пронге и мыс Табах, а золотая стена между ними аллегорически показывает вход в Амур.
Зелёный цвет — символ надежды, изобилия, обновления жизни.
Серебряные оконечности в щите и основном поле символизирует воды Амурского лимана и Охотского моря. Серебро в геральдике символ чистоты, мудрости, благородства, мира, взаимосотрудничества.
Сочетание лопаты — эмблемы строительства и созидания с кирками — эмблемой горнорудной и камнеломкой промышленности, символизирует горную промышленность (рудокопство), золотодобычу, с которых начиналось развитие города и района.
Золото в геральдике — символ прочности, богатства, величия, интеллекта и прозрения.
Рыба показывает природные богатства прибрежных вод, ведущую отрасль хозяйства района — рыбную ловлю и переработку морепродуктов.
Лазурь в геральдике — цвет ясного неба, символизирует постоянство и преданность, правосудие и совершенство, честь и добродетель.

## История герба

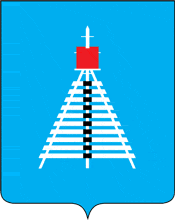
Эмблема Николаевска (1912 год)

В 1878 году был Высочайше утверждён герб Приморской области, центром которой в то время был город Николаевск (в 1926 году город переименован в Николаевск-на-Амуре). В 1880 году административное управление Приамурьем было переведено в Хабаровку, получившую статус города, герб Приморской области автоматически стал первым гербом Хабаровска.
В 1911 году городские власти Николаевска ходатайствовали перед центром о предоставлении городу герба.
В феврале 1912 года николаевские власти утвердили решение о городской эмблеме, которая представляла собой щит с голубым полем с изображением на нём серебряной створы. Эмблема в качестве герба Высочайшего утверждения не получала.
По данным муниципального учреждения «Межпоселенческий краеведческий музей» им. В. Е. Розова» Николаевского муниципального района в советский период (предположительно с середины 70-х годов) данная эмблема использовалась как символ города до 1998 года.

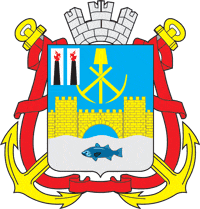
Герб Николаевска (1912 год)

Первый герб города Николаевска, Приморской области был Высочайше утверждён императором Николаем II 1 февраля 1912 года и имел следующее описание: «В лазуревом щите на волнообразной серебряной оконечности с лазуревой рыбою (лосось), золотая зубчатая стена с двумя круглыми башнями и отверзтыми воротами, сопровождаемая вверху на-крест положенными золотыми кирками и такою же лопатою. В вольной части этого герба — герб Приморской области. Щит увенчан серебряной о трех зубцах башенною короною и окружен двумя золотыми якорями, соединёнными Александровскою лентою».
Герб использовался в период с 1912 по 1918 годы и с 1998 по 1999 годы.

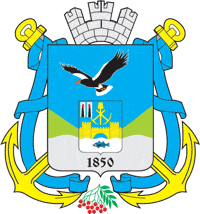
Герб города Николаевска-на-Амуре и Николаевского района (1999 −2002 годы)

В 1998 году городскими властями было принято решение о временном использовании в качестве официального символа муниципального образования герба города Николаевска-на-Амуре, утверждённого в 1912 году, и к 150-летию Николаевска-на-Амуре был объявлен конкурс на лучший проект нового герба.
В 1999 году решением Николаевским-на-Амуре Советом депутатов был утверждён новый вариант герба города Николаевска-на-Амуре и Николаевского района, разработанный Николаем Спижевым. Герб имел следующее описание: «На щите французской формы, в нижней его части разместился старый герб г. Николаевска-на-Амуре (1912 г.). Этот герб как бы раздвинулся и имеет продолжение в новом гербе. Волнистое белое подножие становится подножием современного герба. Стены крепости упираются в зеленые сопки. Лазоревое поле старого герба преобразуется в такое же поле нового. В верхней части герба размещён парящий белоплечий орлан. Орлан имеет золотой клюв и червлёный глаз. В нижней части щита расположена дата образования города — 1850».
Щит сверху украшен башенной короной с тремя зубцами, расположен на перекрещивающихся золотых якорях, перевитых голубой лентой. Внизу между лапами якорей кисть рябины с красными ягодами и зелёными листьями.
В 2001 году при содействии Союза геральдистов России герб города и района был доработан. Оперение орла поменяло окраску с коричневой на чёрную. Из сердцевого щита (герб Николаевска-на-Амуре 1912 года) была убрана вольная часть — герб Приморской области и из основания щита удалена дата — 1850. Были составлены новые описание герба и обоснование его символики.
4 декабря 2001 года герб муниципального образования «Город Николаевск-на-Амуре и Николаевский район», с принятыми изменениями и дополнениями, был утверждён решением Николаевского-на-Амуре городского Собрания депутатов.
3 июня 2002 года решением Геральдического Совета при Президенте Российской Федерации герб муниципального образования «Город Николаевск-на-Амуре и Николаевский район» был внесен в Государственный геральдический регистр Российской Федерации.
Авторы герба: идея герба — Николай Спижевой (г. Николаевск-на-Амуре); геральдическая доработка: Константин Мочёнов (г. Химки); художник: Роберт Маланичев (г. Москва); обоснование символики: Галина Туник (г. Москва); компьютерный дизайн: Юрий Коржик (г. Воронеж).